# Olle Engkvist
Olof (Olle) Teodor Engkvist, född 31 maj 1889 i Uppsala, död 22 februari 1969 i Stockholm, var en svensk byggmästare, fastighetsägare, debattör, kulturmecenat och donator. 

## Biografi

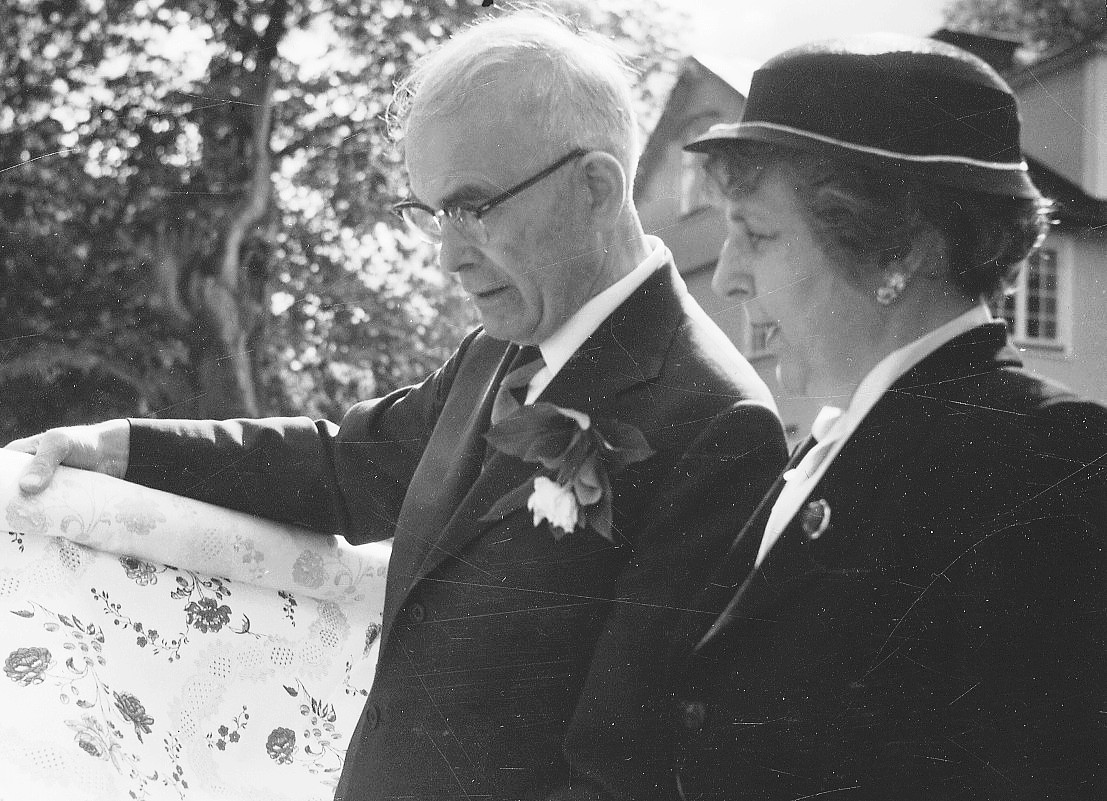
Olle Engkvist 1959.

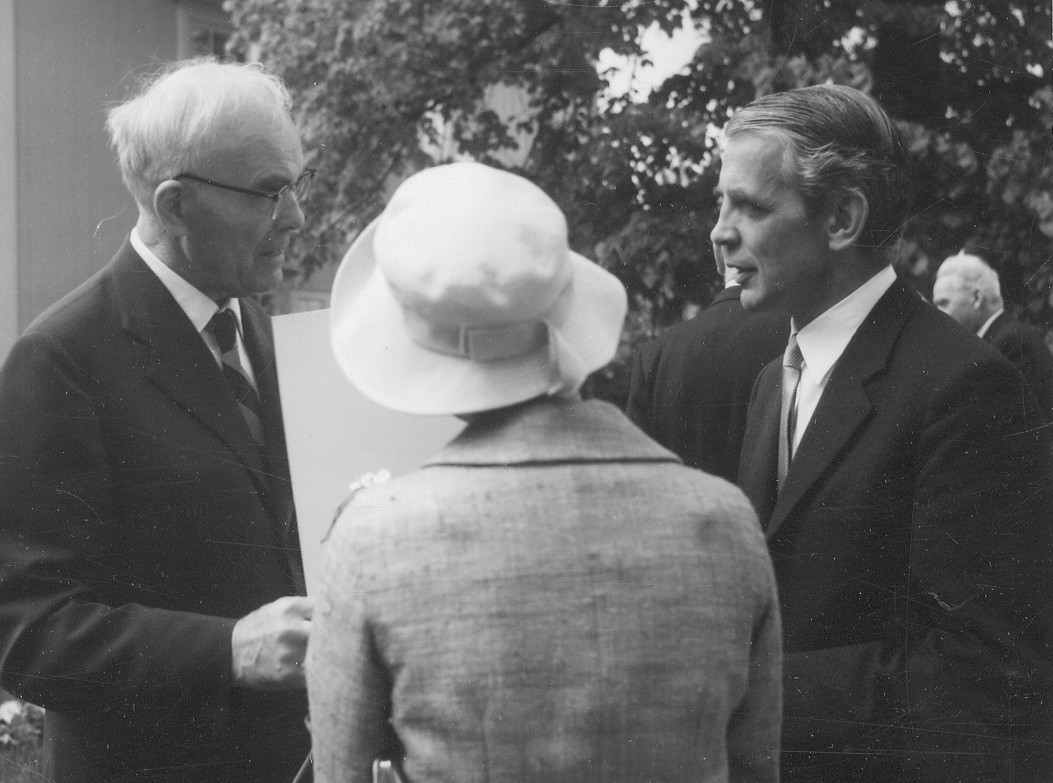
Olle Engkvist på sin 70-årsdag 31 maj 1959 med trädgårdsarkitekten Walter Bauer.

Olle Engkvist föddes i Uppsala kvarteret Trädgården som son till murarmästaren Olof August Engqvist och Beata Ryberg. Han utbildades till murare 1904–1907 och deltog som lärling i uppförandet av Ockelbo kyrka. Han började vid 18 års ålder att arbeta som murare och senare murarbas. Samtidigt gick han på Brunnsviks folkhögskola. Under första världskriget arbetade han som verkmästare på olika byggen i Stockholm och utbildade sig parallellt till byggnadsingenjör vid Byggnadsyrkesskolan. 
Efter examen 1918 bedrev han studier som extra elev vid Kungliga tekniska högskolans avdelning för arkitektur. Under samma tid arbetade han som ritare hos arkitekten Erik Lallerstedt som hade uppdraget att bygga ut högskolans lokaler. Engkvist fick 1919 byggmästarrättigheter och grundade några år senare sitt byggnadsföretag, senare känt som Bygg-Oleba. I början av 1920-talet gjorde han under något år studieresor till Tyskland, Frankrike, Italien och England för att studera arkitektur, byggnadsteknik och arbetsmetoder. Tillbaka i Stockholm startade han 1922 sin byggnadsverksamhet. Han fick tidigt stora uppdrag och samarbetade med arkitekter som  Carl-Axel Acking, Hakon Ahlberg, Gunnar Asplund, Sven Backström, Curt Björklund, Nils Einar Eriksson, Paul Hedqvist, Cyrillus Johansson, Oscar Nilsson, Leif Reinius, Carl Åkerblad, Uno Åhrén och Ragnar Östberg.
Engkvists uppdragsgivare var bland andra Robert Ljunglöf, Karl Otto Bonnier, Else Kleen, Nils Westerdahl, Sven Hedin, Alma Hedin, Claes Wahlund, Ragnar Blomquist, Prins Eugen och Pauline Brunius.
Engkvist var medarbetare i den Bostadssociala utredningen 1933–1947 och ledamot i expropriationsnämnden 1942. Han var ledamot i Nordiska museets nämnd 1947–1959,  styrelseledamot i Konserthusstiftelsen 1949 och i Konsertföreningen 1955. Engkvist blev ledamot av Gustav Adolfs akademien 1952 och korresponderande ledamot av Vitterhetsakademien 1958 samt hedersledamot i Stockholms Byggmästareförening 1964.  
Hans produktion omfattande bostäder, kontor, industribyggnader och offentliga lokaler både i egen regi och som entreprenör. Bostadsbyggandet var det som dominerade Engkvists verksamhet. Olle Engkvists sociala ambitioner var i samklang med de nya idéerna vid denna tid, men han värnade även om gamla traditioner och kulturella värden. Vid projekteringen av Sickla räddade han familjen Grills sommarhus Svindersvik från 1700-talet. Det hade ritats arkitekt Carl Hårleman för köpmannen Claes Grill. Tack vare Engkvists insats kunde Nordiska Museet förvärva huset i Svindersvik år 1949.
Engkvist drev från 1922 sin byggnadsverksamhet under eget namn Olle Engkvist Byggmästare som bolagiserades 1945 under namnet Byggnadsaktiebolaget Olle Engkvist vilket senare blev Bygg-Oleba.
I samband med Olle Engkvists 70-årsdag grundade han Stockholms Byggnadsförenings Stiftelse för Olle Engkvist-priset. Stiftelsens delar årligen ut stipendier åt publicister för att därigenom främja "spridandet av vederhäftig kunskap om och fördjupad förståelse för samtida byggnadskonst". Stiftelsen delar även ut Olle Engkvist-medaljen som belöning för högklassig journalistik inom byggnadsområdet.
Olle Engkvist var 1917–1934 gift med Greta Engkvist och från 1934 med Signild Engkvist, född Englundh (1909–2001), dotter till Erik Englundh och Augusta Källholm. Signhild Engkvist föddes i Norrköping men flyttade i unga år till Stockholm. Signhild Engkvist var en stor filantrop och hennes stiftelse har likalydande ändamål som Olle Engkvists Stiftelse. Hennes egen stiftelse kom dock att prioritera, i enlighet med hennes egna stora intressen, bidrag till zoologi och kultur. Särskilt kan nämnas forskningsstationerna på Grimsö och Tovetorp.

### Radhus och smalhus
Olle Engkvist är känd för arkitekt Paul Hedqvists radhus längs Ålstensgatan i Ålsten i Bromma i västra Stockholm. Radhusen kom att kallas Per-Albin-husen  efter att Engkvists gode vän statsminister Per-Albin Hansson beslutat sig för att bosätta sig vid Ålstensgatan 40. Han byggde även de första smalhusen i Hjorthagen (Abessinien) 

### Kollektivhus och familjehotell

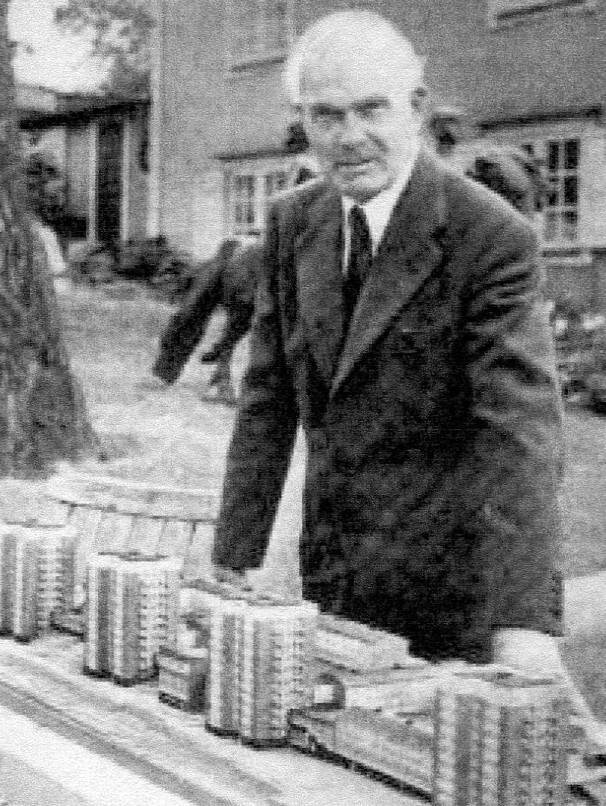
Olle Engkvist med en modell för familjehotellet, 1950-tal

På 1930-talet lanserades en ny boendeform av arkitekter och politiker, kollektivhuset. Det handlade om att ge service och gemenskap åt de boende. Bostadsformen var en följd av 1930-talets nya bostadsideal. Alva Myrdal med flera talade sig varma för det nya boendet, inte minst för att kvinnorna skulle ges möjlighet att yrkesarbeta, och Svenska Slöjdföreningen ordnade utställningar på detta tema. Olle Engkvist byggde flera kollektivhus och familjehotell i innerstaden och i Stockholms västra förorter under 1940- och 1950-talen.

#### Kollektivhus och familjehotell i urval
- Kvinnornas hus (1938) i kvarteret Smaragden på Kungsklippan 11 på Kungsholmen i Stockholm med ca 210 mindre lägenheter avsedda för yrkesarbetande kvinnor.
- Elfvinggården (1940) på Lyckovägen 9 i Äppelviken i stadsdelen Alvik i Bromma är avsett för ensamstående kvinnor och innehåller ca 300 lägenheter. Olle Engkvist kom i kontakt med Elfvingska stiftelsen, som hade ett kapital avsett för "bostäder för pensionärer och sådana ensamstående damer som av olika skäl ej längre arbeta". Elfvinggården är kulturminnesmärkt (blåklassad).
- Kollektivhuset Lundagård (1941) på Gubbhusgatan 5–9 (numera Kristinehovsgatan 5) på Södermalm i Stockholm uppfördes för uthyrning till yrkesarbetande kvinnor, med eller utan familj.
- Mariebergs kollektivhus (1944) på Wennerbergsgatan 6 i Marieberg på Kungsholmen i Stockholm, med ca 200 lägenheter uppfördes i egen regi för uthyrning.
- Nockeby Familjehotell (1952) på Gubbkärrsvägen 29 i Bromma, med ca 150 lägenheter uppfördes i egen regi för uthyrning.
- Kollektivhuset Blackeberg (1952) på Holbergsgatan 84 i Blackeberg i Stockholm, med 84 små lägenheter uppfördes för uthyrning till ensamstående och familjer utan barn.
- Hässelby Familjehotell (1955) på Ormängsgatan i Hässelby gård i Stockholm, det största och sista av Olle Engkvists kollektivhus, med ca 340 lägenheter, uppfördes i egen regi för uthyrning. Förutom en restaurang som serverade middag, fanns service såsom barndaghem, tvättinrättning, städhjälp, reception, närbutik, festmatsal, samlingssal, kapell, frisör, gymnastiksal, bastu, bibliotek, hobbylokal med mera. Anläggningen är kulturminnesmärkt (blåklassad).

### Stjärnhus och terrasshus

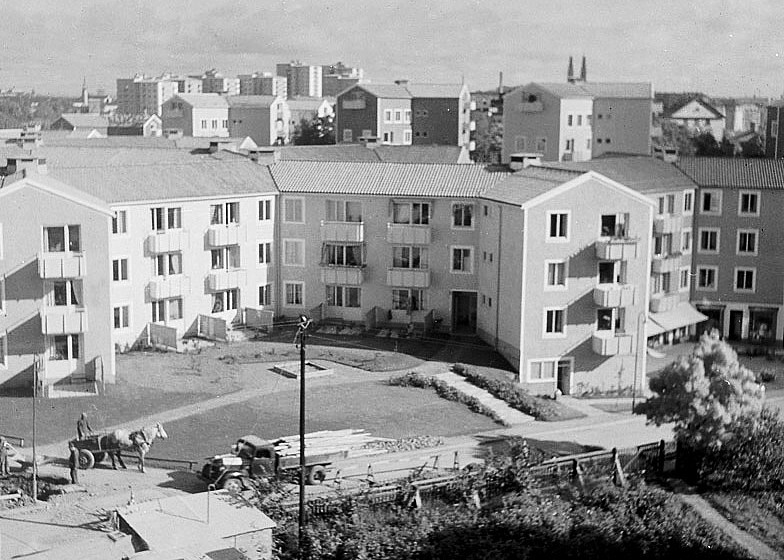
De nybyggda stjärnhusen 1946.

På slutet av 1940-talet bodde Olle Engkvist själv i Charlottendal i Gröndal, ett gammalt sommarnöje från 1700-talet, som han förvärvade. På 1940-talet köpte Engkvist mark i norra Gröndal och gav arkitektfirman Backström & Reinius uppdraget att rita stjärnhusen (1958–1962) vid Sjöbjörnsvägen i Gröndal. 
Nästa projekt blev de lika berömda terrasshusen i Gröndal och punkthuset (Galjonshuset) mot Gröndalsvägen. Terrasshusen är ett bostadshus i kvarteret Galjonsbilden vid Gröndalsvägen i stadsdelen Gröndal i Stockholm. Syftet var att uppföra attraktiva bostäder på en brant sydvästsluttning. Mellan 1958 och 1962 uppförde byggmästare Olle Engkvist och arkitektduon Sven Backström och Leif Reinius på Backström & Reinius Arkitekter AB ett terrasshus i Gröndal, Terrasshuset, Gröndal. Gröndals stjärn- och terrasshus är numera q-märkta på stadsplanen och även inringade av en blå rand på planen, vilket innebär att området är av Riksintresse för kulturmiljövården.

### Kontors- och industribyggnader
Hans företag byggde även kontorshus, såsom Thulehuset, Bonnierhuset och SvD-huset i Stockholm, Sieverts kabelverk i Sundbyberg och stora kontoret i Domnarvet. Engkvist byggde industribyggnader såsom utbyggnad av Sieverts kabelverk i Sundbyberg, Domnarfvets jernverk och Asea i Västerås.

### Vetenskapliga institutioner och offentliga byggnader
Vidare byggde han vetenskapliga institutioner såsom Siegbahnska institutet, laboratorier åt Bergslaget, Domnarvet, Barnängens Tekniska Fabrik med flera.
Bland offentliga byggnader som han byggt märks Göteborgs konserthus vid Götaplatsen i Göteborg, rådhustillbyggnaden i Göteborgs rådhus och stadshuset i Sundbyberg. Vidare står Engkvist bakom Bonnierhuset på Torsgatan i Stockholm och galleriet på Waldemarsudde på Djurgården, som prins Eugen och Olle Engkvist utformade tillsammans.